# Danh sách thành phố ở châu Á
Sau đây là danh sách các thành phố của châu Á
- Danh sách các thành phố của Afghanistan.
- Danh sách các thành phố của Armenia.
- Danh sách các thành phố của Azerbaijan.
- Danh sách các thành phố của Bahrain.
- Danh sách các thành phố của Bangladesh.
- Danh sách các thành phố của Bhutan.
- Danh sách các thành phố của Brunei.
- Danh sách các thành phố của Myanmar.
- Danh sách các thành phố của Campuchia.
- Danh sách các thành phố của Trung Quốc.
- Danh sách các thành phố của Síp.
- Danh sách các thành phố của Georgia.
- Danh sách các thành phố của Ấn Độ.
- Danh sách các thành phố của Indonesia.
- Danh sách các thành phố của Iran.
- Danh sách các thành phố của Iraq.
- Danh sách các thành phố của Israel.
- Danh sách các thành phố của Nhật Bản.
- Danh sách các thành phố của Jordan.
- Danh sách các thành phố của Kazakhstan.
- Danh sách các thành phố của Bắc Triều Tiên.
- Danh sách các thành phố của Hàn Quốc.
- Danh sách các thành phố của Kuwait.
- Danh sách các thành phố của Kyrgyzstan.
- Danh sách các thành phố của Lào.
- Danh sách các thành phố của Lebanon.
- Danh sách các thành phố của Malaysia.
- Danh sách các thành phố của Maldives.
- Danh sách các thành phố của Mông Cổ.
- Danh sách các thành phố của Nepal.
- Danh sách các thành phố của Oman.
- Danh sách các thành phố của Pakistan.
- Danh sách các thành phố của Palestine.
- Danh sách các thành phố của Philippines.
- Danh sách các thành phố của Qatar.
- Danh sách các thành phố của Nga.
- Danh sách các thành phố của Ả Rập Saudi.
- Danh sách các thành phố của Singapore.
- Danh sách các thành phố của Sri Lanka.
- Danh sách các thành phố của Syria.
- Danh sách các thành phố của Đài Loan.
- Danh sách các thành phố của Tajikistan.
- Danh sách các thành phố của Thái Lan.
- Danh sách các thành phố của Thổ Nhĩ Kỳ.
- Danh sách các thành phố của Turkmenistan.
- Danh sách các thành phố của UAE.
- Danh sách các thành phố của Uzbekistan.
- Danh sách các thành phố của Việt Nam.
- Danh sách các thành phố của Yemen.